# ソフトウェア開発技術者試験
ソフトウェア開発技術者試験（ソフトウェアかいはつぎじゅつしゃしけん、英: Software Design & Development Engineer Examination、略称ソフ開・略号SW）は、かつて情報処理技術者試験にあった区分である。
現行の試験制度の応用情報技術者試験の前身にあたる区分である。

## 概要
対象者像は「情報システム開発プロジェクトにおいて、内部設計書・プログラム設計書を作成し、効果的なプログラムの開発を行い、単体テスト・結合テストまでの一連のプロセスを担当する者」。当時の情報処理技術者試験制度のスキルレベル3（当時は1～5が設定されていた。）に相当し、基本情報技術者試験（スキルレベル2）の事実上の上位区分であった。
2000年（平成12年）まで実施された旧第一種情報処理技術者試験の後継の試験として（ただし第一種の出題範囲に加え、プロダクションエンジニア試験の内容の一部も包含している。）、2001年（平成13年）に初回試験を実施。このときは、年1回春期のみの開催だった。受験者の増加に伴い、2005年（平成17年）以降は秋期にも行われるようになり、年2回の開催となった。2008年（平成20年）秋期まで実施され、2009年（平成21年）春期より応用情報技術者試験に移行した。
現行の応用情報技術者試験ではかつてシステムアドミニストレータ試験で対象としていた利用者側にもある程度対応した試験となっている（この点は下位区分の基本情報技術者試験も同様である）が、ソフトウェア開発技術者試験では現行の試験以上にシステム開発者向け試験という性格が強かった。

## 沿革
- 昭和44年（1969年）第一種情報処理技術者認定試験として実施。
  - 試験的な意味を含めた開催であった。合格率は7.7%。
- 昭和45年（1970年）第一種情報処理技術者試験として実施。
  - シニアプログラマーやシステムエンジニアが対象であり、プログラミングに関する問題が出題されていた。言語はFORTRAN・ALGOL・COBOL・PL/I・アセンブラ言語のいずれかから選択することとなっていた。
- 昭和52年（1977年）アセンブラ言語が必須問題となり、FORTRAN・COBOL・PL/Iの中から一言語選択する形式になる。選択言語からALGOLが削除される。
- 昭和61年（1986年）情報処理技術者試験は年二回実施されることとなり、第一種情報処理技術者試験は秋期実施。
- 平成元年（1989年）春期実施に変更。
- 平成5年（1993年）および平成6年（1994年）は選択可能言語にC言語が追加される。
- 平成7年 （1995年）前年秋期実施の制度改正によりプログラミング言語に関する問題を出題範囲から除外、電卓が使用可能、一部免除制度導入、合格証書の寸法がB5からA4に変更、英語名称変更[注 3]。
- 平成12年（2000年）第一種情報処理技術者試験の一部免除制度はこの年をもって廃止。
  - 経過措置により、最後の免除は平成15年度春期試験。
- 平成13年（2001年）ソフトウェア開発技術者試験と改称、前年に廃止されたプロダクションエンジニア試験の範囲を含むこととなった。
  - より設計分野の出題が多くなり、情報科学分野やコンピュータシステムなどは基本情報技術者試験の範囲とされた。
- 平成15年（2003年）電卓が使用禁止となる。
- 平成17年（2005年）受験者数増加に伴い、春期と秋期の年二回実施されることとなった。
- 平成20年（2008年）10月19日　最後の試験を実施する。
  - 同年12月15日　最後の合格者を決定する。
- 平成21年（2009年）制度改正により廃止。後継の応用情報技術者試験に移行。出題範囲・形式を変更。
  - ソフトウェア開発技術者試験がソフトウェア開発に重点を置いた出題範囲であったのに対し、応用情報技術者試験はこれまでシステムアドミニストレータ試験で対象としてきた利用者側にも対応した広い出題範囲となり、「プロジェクトマネジメント」・「ITサービスマネジメント」・「システム監査」・「経営戦略」といった問題が午後で選択可能となった。

## 出題範囲
情報技術全般から幅広く出題された。特に重点分野である「コンピュータ科学基礎」については難易度の高い問題も多かった。
ただし、ソフトウェア開発技術者試験では「情報化と経営」（現行の応用情報技術者試験のストラテジ系に相当する分野）および「監査」については出題されなかった。

※現行の応用情報技術者試験の出題範囲については、

### 午前
- コンピュータ科学基礎
  - 情報の基礎理論
  - データ構造とアルゴリズム
- コンピュータシステム
  - ハードウェア
  - 基本ソフトウェア
  - システムの構成と方式
  - システム応用
- システムの開発と運用
  - システムの開発
  - システムの運用と保守
- ネットワーク技術
- データベース技術
- セキュリティと標準化
  - セキュリティ
  - 標準化

### 午後
- ソフトウェア工学に関すること
- アルゴリズムに関すること
- システム構成技術に関すること
- システム開発に関すること
- 通信ネットワークに関すること
- データ構造およびデータベースに関すること
- 情報セキュリティに関すること
- システム評価に関すること

## 試験形式
現行の応用情報技術者試験では午前と午後の2部構成となっているが、ソフトウェア開発技術者試験では午前・午後I・午後IIの3科目に分かれていた。また、ソフトウェア開発技術者試験ではすべての問題が必須解答となっていた（現行の応用情報技術者試験では午後試験は必須問題であるセキュリティ以外は選択問題となっている。）。
現行の応用情報技術者試験ではプロジェクトマネジメントやシステム監査・ストラテジ（経営戦略）に関する問題も選択可能だが、旧制度ではマネジメントやストラテジに関する範囲は午後試験では出題されなかった（午前試験ではマネジメント分野は出題されていた）。そのため、システム開発者向け試験という性格が現行の応用技術者試験以上に強かった。
出題範囲は前身の第一種情報処理技術者試験の内容に加え、2000年（平成12年）まで実施されたプロダクションエンジニア試験の内容の一部を吸収している。
午前・午後I・午後IIの3科目ともに項目応答理論に基づいて採点され、最低200点 - 最高800点で評価され、3科目とも600点以上獲得した場合のみ合格となる。

### 午前
試験時間150分。四肢選択式（マークシート使用）で80問出題され全問解答。出題範囲はコンピュータサイエンスに関する事項が多く、問題のレベルも高かった。また、かつてプロダクションエンジニア試験で出題されていたような開発や設計の問題も出題されていた。
600点を基準点とし、基準点以上で午前試験通過となる。基準点に達しなかった場合は不合格で、午後I・午後IIは採点されない。

### 午後I
試験時間120分。記述式で6問出題、全問解答。「アルゴリズム」・「システムアーキテクチャ」「データベース（SQLを含む）」・「ネットワーク」・「情報セキュリティ」・「開発技術（情報システムまたは組み込みシステム）」といった範囲から出題され、特に論理的思考力が要求されるアルゴリズムとデータベースの配点が高かった。
600点を基準点とし、基準点以上で午後I試験通過となる。基準点に達しなかった場合は不合格で、午後IIは採点されない。

### 午後II
試験時間60分。記述式で1問出題、全問解答。例年、かつてプロダクションエンジニア試験で出題されていたような、SQLまたはアルゴリズムに関した複雑な問題が出題されていた。論理的思考力が要求され、本試験で最大の鬼門と言われた。
600点を基準点とし、基準点以上で最終的に合格となる。基準点に達しなかった場合は不合格。

## 合格者の特典
- ソフトウェア開発技術者試験の合格者は合格の日から2年間、システムアナリスト試験・プロジェクトマネージャ試験・アプリケーションエンジニア試験の午前試験の科目免除を受けることができた。
  - 2009年（平成21年）以降は高度情報処理技術者試験の午前Iの科目免除を受けられた。

科目免除又は任用資格など。これには従前の第一種情報処理技術者および後継の応用情報技術者を含む。
- 弁理士試験の科目免除
- 中小企業診断士試験の科目免除
- 技術陸曹・海曹・空曹（現職自衛官の昇任試験の加点のほか、不定期に一般公募もある）および予備自衛官補（技能公募）の任用資格（2曹）である。同階級の任用資格がある他の資格としては、測量士・二級建築士・2等航空整備士・甲種危険物取扱者・第2級総合無線通信士・4級海技士・1級ボイラー技士・看護師などがある。
- 警視庁特別捜査官の3級職（巡査部長）のコンピュータ犯罪捜査官の任用資格
- 日本測量協会の空間情報総括監理技術者試験の受験資格（例示は、「第一種情報処理技術者及びこれに相当する情報処理技術者等」とされている。）
- 国家公務員および地方公務員の採用条件・階級評価となることがある[注 4]。
- 高等学校・大学・大学院・短期大学等では、入学試験での優遇[2]や、入学後の単位認定[3]の対象となることがある。
- ジュニアマイスター顕彰制度において、応用情報技術者試験の合格者には30ポイントが付与される[4]。

## その他
- IT人材育成センター国家資格・試験部の統計資料による累計値

| 区分                     | 区分                     | 受験者数（人） | 合格者数（人） | 合格率（%） |
| ------------------------ | ------------------------ | -------------- | -------------- | ----------- |
| 第一種情報処理技術者認定 | 第一種情報処理技術者認定 | 10,527         | 811            | 7.7         |
| 第一種情報処理技術者     | 1970年度～1994年度春期   | 669,911        | 91,372         | 13.6        |
| 第一種情報処理技術者     | 1994年度秋期～2000年度   | 317,642        | 41,417         | 13.0        |
| ソフトウェア開発技術者   | ソフトウェア開発技術者   | 457,000        | 68,305         | 14.9        |
統計資料の応募者・受験者・合格者の推移表において、上記の数値は本試験に計上されている。